# Fenômenos quânticos macroscópicos
Fenômenos quânticos macroscópicos são processos que mostram comportamento quântico na escala macroscópica, ao invés da escala atômica onde os efeitos quânticos são prevalentes. Os exemplos mais conhecidos de fenômenos quânticos macroscópicos são a superfluidez e a supercondutividade; outros exemplos incluem o efeito Hall quântico, efeito Josephson e ordem topológica. Desde 2000, tem havido extenso trabalho experimental em gases quânticos, particularmente em condensados de Bose-Einstein.
Entre 1996 e 2016, seis Prêmio Nobels foram concedidos por trabalhos relacionados aos fenômenos quânticos macroscópicos. Fenômenos quânticos macroscópicos podem ser observados no hélio superfluido e nos supercondutores, mas também em gases quânticos diluídos, fótons vestidos como polaritons e em luz laser. Embora esses meios sejam muito diferentes, todos são semelhantes em mostrar comportamento quântico macroscópico e, nesse aspecto, todos podem ser referidos como fluido quânticos.
Fenômenos quânticos geralmente são classificados como macroscópicos quando os estados quânticos são ocupados por um grande número de partículas (da ordem do número de Avogadro) ou os estados quânticos envolvidos têm tamanho macroscópico (de até quilômetros em fios supercondutores).

## Consequências da ocupação macroscópica

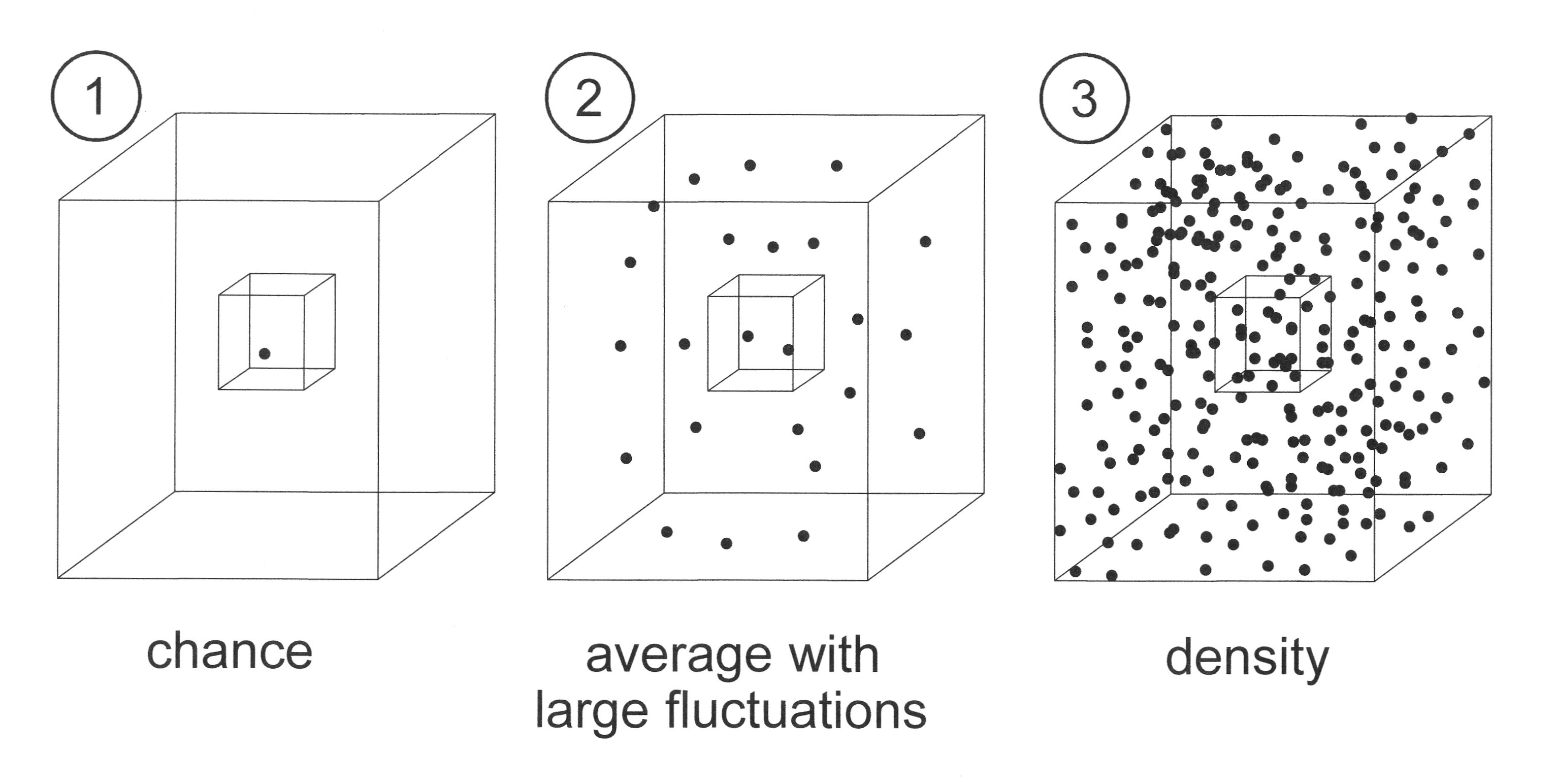
Fig. 1 Esquerda: apenas uma partícula; geralmente a caixa pequena está vazia. No entanto, há uma probabilidade não nula de que a partícula esteja na caixa. Essa chance é dada pela Eq. ((3)). Meio: algumas partículas. Geralmente, há algumas partículas na caixa. Podemos definir uma média, mas o número real de partículas na caixa apresenta grandes flutuações em torno dessa média. Direita: um número muito grande de partículas. Geralmente, há um grande número de partículas na caixa. As flutuações em torno da média são pequenas em comparação com o número na caixa

O conceito de estados quânticos ocupados macroscopicamente foi introduzido por Fritz London. Nesta seção, será explicado o que significa se um único estado é ocupado por um número muito grande de partículas. Começamos com a função de onda do estado escrita como
| {\displaystyle \Psi =\Psi _{0}\exp(i\varphi )} | \| \| \| \| \| \| \| \| | (1) |
|                                                |                         |     |
|                                                |                         |     |

com Ψ0 sendo a amplitude e {\displaystyle \varphi } a fase. A função de onda é normalizada de forma que
| {\displaystyle \int \Psi \Psi ^{*}\mathrm {d} V=N_{s}.} | \| \| \| \| \| \| \| \| | (2) |
|                                                         |                         |     |
|                                                         |                         |     |

A interpretação física da quantidade
| {\displaystyle \Psi \Psi ^{*}\Delta V} | \| \| \| \| \| \| \| \| | (3) |
|                                        |                         |     |
|                                        |                         |     |

depende do número de partículas. A Fig. 1 representa um recipiente com um certo número de partículas com um pequeno volume de controle ΔV dentro. Verificamos de tempos em tempos quantas partículas estão na caixa de controle. Distinguimos três casos:
1. Há apenas uma partícula. Neste caso, o volume de controle está vazio na maior parte do tempo. No entanto, há uma certa chance de encontrar a partícula nele, conforme dado pela Eq. (3). A probabilidade é proporcional a ΔV. O fator ΨΨ∗ é chamado de densidade de chance.
2. Se o número de partículas for um pouco maior, geralmente há algumas partículas dentro da caixa. Podemos definir uma média, mas o número real de partículas na caixa apresenta flutuações relativamente grandes em torno dessa média.
3. No caso de um número muito grande de partículas, sempre haverá muitas partículas na caixa pequena. O número irá flutuar, mas as flutuações em torno da média são relativamente pequenas. O número médio é proporcional a ΔV e ΨΨ∗ é agora interpretado como a densidade de partículas.

Na mecânica quântica, a densidade de fluxo de probabilidade da partícula Jp (unidade: partículas por segundo por m2), também chamada de corrente de probabilidade, pode ser derivada da equação de Schrödinger como
| {\displaystyle {\vec {J}}_{p}={\frac {1}{2m}}\left(\Psi \left(i{\frac {h}{2\pi }}{\vec {\nabla }}-q{\vec {A}}\right)\Psi ^{*}+\mathrm {cc} \right)} | \| \| \| \| \| \| \| \| | (4) |
| |                         |     |
| |                         |     |

com q sendo a carga da partícula e {\displaystyle {\vec {A}}} o potencial vetorial; cc representa o conjugado complexo do outro termo dentro dos parênteses. Para partículas neutras q = 0, para supercondutores q = −2e (com e sendo a carga elementar) a carga dos pares de Cooper. Com a Eq. (1)
| {\displaystyle {\vec {J}}_{p}={\frac {\Psi _{0}^{2}}{m}}\left({\frac {h}{2\pi }}{\vec {\nabla }}\varphi -q{\vec {A}}\right).} | \| \| \| \| \| \| \| \| | (5) |
| |                         |     |
| |                         |     |

Se a função de onda está macroscopicamente ocupada, a densidade de fluxo de probabilidade da partícula se torna uma densidade de fluxo de partículas. Introduzimos a velocidade do fluido vs via a densidade de fluxo de massa
| {\displaystyle m{\vec {J}}_{p}=\rho _{s}{\vec {v}}_{s}.} | \| \| \| \| \| \| \| \| | (6) |
|                                                          |                         |     |
|                                                          |                         |     |

A densidade (massa por volume) é
| {\displaystyle m\Psi _{0}^{2}=\rho _{s}} | \| \| \| \| \| \| \| \| | (7) |
|                                          |                         |     |
|                                          |                         |     |

então a Eq. (5) resulta em
| {\displaystyle {\vec {v}}_{s}={\frac {1}{m}}\left({\frac {h}{2\pi }}{\vec {\nabla }}\varphi -q{\vec {A}}\right).} | \| \| \| \| \| \| \| \| | (8) |
| |                         |     |
| |                         |     |

Essa importante relação conecta a velocidade, um conceito clássico, do condensado com a fase da função de onda, um conceito quântico-mecânico.